# Ian Brossat

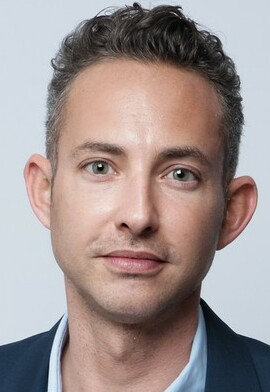
Ian Brossat

Ian Brossat, (ur. 23 kwietnia 1980 w Fontenay-aux-Roses) – francuski polityk.
Członek Francuskiej Partii Komunistycznej (PCF).
Od 2008 roku zasiada w radzie Paryża, od 2014 roku jest zastępcą burmistrz Paryża Anne Hidalgo odpowiedzialnym za budownictwo mieszkaniowe, zrównoważone mieszkalnictwo i schronienie w sytuacjach kryzysowych. Od 2018 roku pełni funkcję rzecznika prasowego PCF. W 2019 otrzymał pierwsze miejsce na liście komunistów francuskich w wyborach do Parlamentu Europejskiego.
Jego rodzicami są Alain Brossat, profesor filozofii na uniwersytecie Paris-VIII, oraz Sylvia Klingberg, socjolożka w INSERM, była działaczka komunistyczna oraz skrajnie lewicowej Matzpen. Ian Brossat jest wnukiem Marka Klingberga, polskiego Żyda i słynnego szpiega KGB.
Ukończył prestiżowe liceum Henri-IV w Paryżu, a następnie École normale supérieure w Lyonie. Od 2005 roku był profesorem literatury w liceum Jean-Jacques-Rousseau w Sarcelles (departament Val-d'Oise). W 2011 wyjawił swoją orientację homoseksualną na łamach magazynu "Têtu". W 2013 roku zawarł związek małżeński ze swoim partnerem, Brice, który jest profesorem matematyki w paryskim liceum Louis-le-Grand.

## Wybrane publikacje
- Ian Brossat, Jacques Baudrier: Paris n'est pas à vendre. Propositions face à la spéculation. Paryż: Arcane 17, 2013, s. 76. ISBN 978-2-918721-23-9.
- Ian Brossat, Valérie Péronnet: L'espion et l'enfant. Paryż: Flammarion, 2016, s. 240. ISBN 978-2-08-137523-9.
- Ian Brossat: Airbnb, la ville uberisée. Paryż: la Ville brûle, 2018, s. 159. ISBN 978-2-36012-099-4.